# کلرید فناسیل
کلرید فناسیل (به انگلیسی: Phenacyl chloride) یک ترکیب شیمیایی با شناسه پاب‌کم ۱۰۷۵۷ است. 